# 查尔斯·钱德勒
查尔斯·钱德勒（英語：Charles Chandler，1911年7月22日—1982年6月22日），美国男子赛艇运动员。他曾代表美国参加1932年夏季奥林匹克运动会赛艇比赛，获得男子八人单桨有舵手金牌。